# هتل منفرد
۳۷°۹′۱۵٫۲۲″ شمالی ۴۸°۵۹′۲۴٫۴۳″ شرقی / ۳۷٫۱۵۴۲۲۷۸°شمالی ۴۸٫۹۹۰۱۱۹۴°شرقی
هتل منفرد مربوط به دوره معاصر است و در شهرستان فومن، شهرک ماسوله واقع شده و این اثر در تاریخ ۲۵ اسفند ۱۳۸۰ با شمارهٔ ثبت ۵۳۳۷ به‌عنوان یکی از آثار ملی ایران به ثبت رسیده است.